# Rodrigo Gaete (futbolista)
Rodrigo Andrés Gaete Valenzuela (Antofagasta, Región de Antofagasta, Chile, 21 de enero de 1991) es un futbolista chileno.

## Trayectoria
Formado en las divisiones inferiores del club Deportes Iquique, debutó el 29 de enero del año 2012 ante Colo Colo en el Estadio Monumental en Santiago y junto a Fernando Vergara como Director Técnico del club celeste. Dicho partido terminó empatado sin goles por la primera fecha del  Torneo de Apertura 2012 y con un buen desempeño del canterano. Posteriormente fue siendo alternativa en Mediocampo para el equipo y logró disputar junto a Deportes Iquique campeonatos trascendentales como la Copa Sudamericana 2012 y la Copa Libertadores 2013. Además salió campeón junto a Deportes Iquique de la Copa Chile 2013-2014 y disputó la Supercopa de Chile 2014. El 17 de octubre de 2012 marcó su primer gol como profesional ante Cobreloa, en un partido válido por la Copa Chile, partido en el cual además portó la jineta de capitán.
En julio del año 2014 es fichado por Municipal Mejillones, club que disputa el campeonato de Segunda División Profesional de Chile.
Debuta oficialmente por los del Megapuerto el sábado 30 de agosto de 2014 en Los Andes, en la derrota 3 a 1 de Municipal Mejillones frente a Trasandino, por la primera fecha del Campeonato de Segunda División 2014-15.

## Clubes
| Club                 | País  | Año         |
| -------------------- | ----- | ----------- |
| Deportes Iquique     | Chile | 2010 − 2014 |
| Municipal Mejillones | Chile | 2014 − 2015 |

## Palmarés
| Título               | Club             | País  | Año  |
| -------------------- | ---------------- | ----- | ---- |
| Primera B            | Deportes Iquique | Chile | 2010 |
| Copa Chile 2013-2014 | Deportes Iquique | Chile | 2014 |